# Devarabetta, Pavagada
Devarabetta là một làng thuộc tehsil Pavagada, huyện Tumkur, bang Karnataka, Ấn Độ.